# Via delle Caldaie
Via delle Caldaie si trova a Firenze nel quartiere Oltrarno, da piazza Santo Spirito a via Santa Maria.

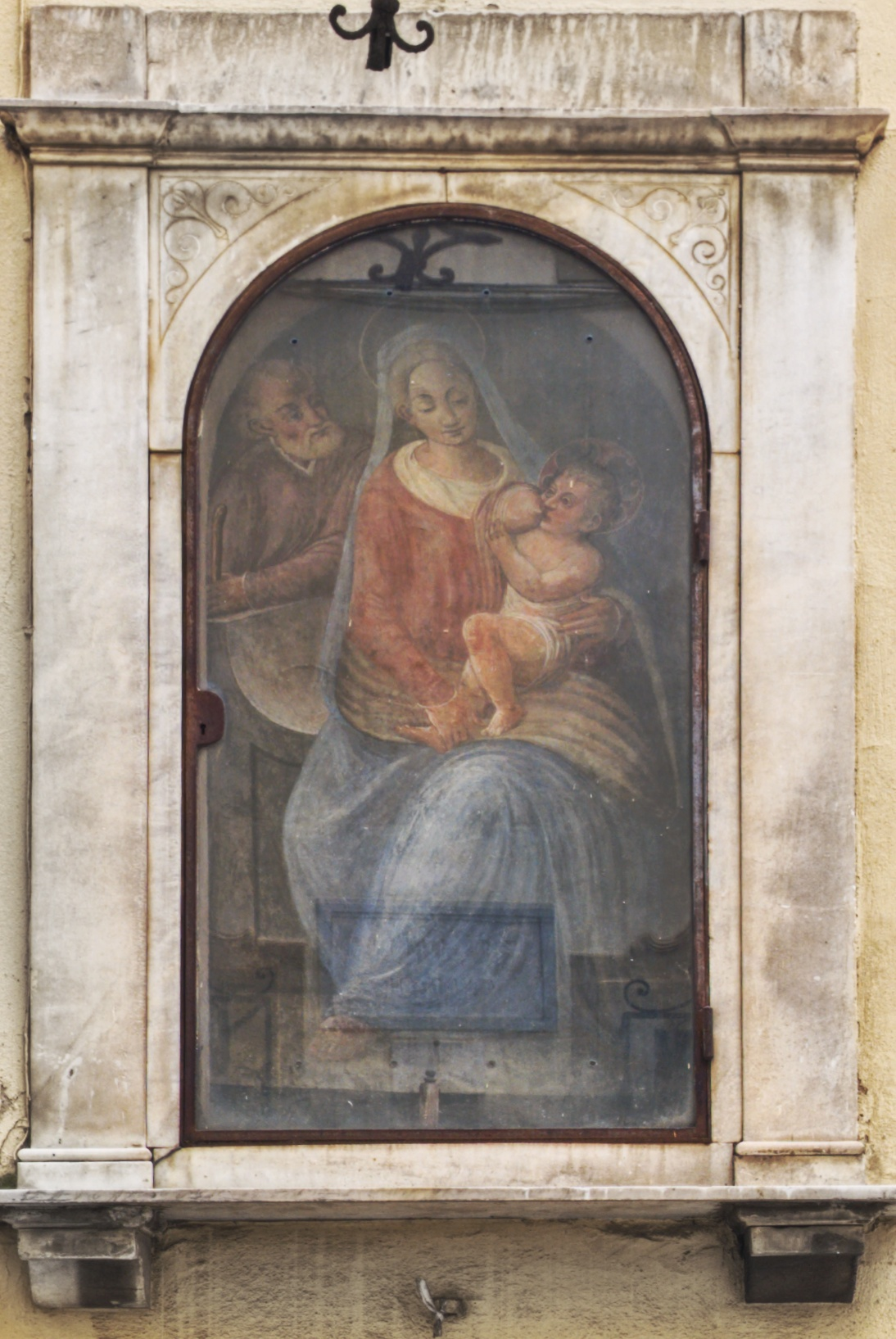
Un'edicola votiva presente nella via

## Storia e descrizione
La strada deve il suo nome alle caldaie dell'Arte della Lana che numerose si trovavano nella zona di Oltrarno e che servivano a riscaldare le pezze per effettuare la tintura dei panni. 
Sulla strada si affacciano numerosi palazzi, di dimensioni non grandi ma dalla decorazione esterna curata. L'angolo con piazza Santo Spirito è detto Canto dei Dati, dal nome della famiglia che dominava la strada, il cui stemma si trova sul palazzo in cantonata. Una lapide al numero 4 ricorda Anton Francesco Grazzini detto il Lasca, intellettuale, poeta e commediografo, che fondò l'Accademia degli Umidi, dalla quale ebbe origine l'Accademia della Crusca.
Al 5, in angolo con via dei Preti, si trova l'imponente palazzo Settimanni, il più grande della strada, di epoca cinquecentesca. Al 23 una targa e uno stemma ricorda la famiglia Davanzelli. Nel 1973, al numero 28 di via delle Caldaie visse Guy Debord.